# Craig Hall
Craig Hall (Auckland, 10 maggio 1974) è un attore neozelandese.

## Filmografia parziale

### Cinema
- Indian - La grande sfida (The World's Fastest Indian), regia di Roger Donaldson (2005)
- King Kong, regia di Peter Jackson (2005)
- Perfect Creature, regia di Glenn Standring (2006)
- The Water Horse - La leggenda degli abissi (The Water Horse: Legend of the Deep), regia di Jay Russell (2007)
- 30 giorni di buio (30 Days of Night), regia di David Slade (2007)
- Per alzata di mano (Show of Hands), regia di Anthony McCarten (2008)
- Boy, regia di Taika Waititi (2010)
- Love Birds, regia di Paul Murphy (2011)
- The Devil's Rock, regia di Paul Campion (2011)
- Lo Hobbit - La desolazione di Smaug (The Hobbit: The Desolation of Smaug), regia di Peter Jackson (2013)
- Il drago invisibile (Pete's Dragon), regia di David Lowery (2016)

## Doppiatori italiani
- Roberto Certomà in King Kong, The Water Horse - La leggenda degli abissi, 30 giorni di buio
- Alberto Angrisano in Lo Hobbit - La desolazione di Smaug
- Roberto Fidecaro in Sweet Tooth